# Scytodes championi
Scytodes championi är en spindelart som beskrevs av F. O. Pickard-Cambridge 1899. Scytodes championi ingår i släktet Scytodes och familjen spottspindlar. Inga underarter finns listade i Catalogue of Life.